# Kreuz控股
Kreuz控股有限公司，簡稱Kreuz控股（英語：Kreuz Holdings Limited，SGX：5RK），在2008年由Swiber控股有限公司分拆為深海勘探和包船提供全球服務。
主席為吳金德，總裁為Kurush Phiroze Contractor。總部位於12 International Business Park Swiber@IBP #01-03/04 Singapore 609920。而股份在2010年7月29日於新加坡交易所凱利板上市。招股價為0.27新加坡元，發行股份為80,000,000股，集資額為21,600,000新加坡元。

## 連結
- KreuzSubsea.com （页面存档备份，存于）